# خشک‌اسطلخ
خشک‌اسطلخ، روستایی است از توابع بخش لشت نشا شهرستان رشت در استان گیلان ایران. مجتمع آموزشی رفاهی صدا و سیما زیباکنار نیز در این مکان قرار دارد .

## جمعیت
این روستا در دهستان علی‌آباد زیباکنار قرار دارد و براساس سرشماری مرکز آمار ایران در سال ۱۳۸۵، جمعیت آن ۱۱۶۸ نفر (۳۴۶خانوار) بوده‌است.